# Jelenia Góra (Pojezierze Kaszubskie)
Jelenia Góra – wzniesienie o wysokości 220,9 m n.p.m. na Pojezierzu Kaszubskim, położone w woj. pomorskim, w powiecie wejherowskim, na obszarze gminy Łęczyce.
Wzniesienie leży na północnym skaju mezoregionu Pojezierze Kaszubskie i jest najwyższym wzniesieniem tzw. moren rozłazińskich. Wcześniej wzniesienie nie było określane nazwą tylko wysokością 221 m lub 222 m. Oficjalną nazwę Jelenia Góra wprowadzono dopiero na początku XXI wieku dlatego niekiedy można spotkać inną formę nazewniczą tego wzniesienia Jelenia Góra Pomorska. Cechą charakterystyczną wzniesienia jest duża różnica wysokości względnych na kierunku północnym dochodząca do 180 m. Jest to największa wartość na Pojezierzach Południowobałtyckich, a także największa w Polsce na północ od Gór Świętokrzyskich.
Obecnie na szczycie wzniesienia znajduje się nieduża wieża - platforma widokowa. Z platformy rozpościera się widok na Pradolinę rzeki Łeby i nieco dalszy południowy skraj Wysoczyzny Żarnowieckiej.